# Borçka (district)
Borçka is een Turks district in de provincie Artvin en telt 24.133 inwoners (2007). Het district heeft een oppervlakte van 798,7 km². Hoofdplaats is Borçka.
De bevolkingsontwikkeling van het district is weergegeven in onderstaande tabel.
| 1997   | 2000   | 2007   |
| ------ | ------ | ------ |
| 25.462 | 27.654 | 24.133 |

## Geboren
- Şener Özbayraklı (1990), voetballer